# كونور سوينديلز
كونور رايان سوينديلز  (مواليد 19 سبتمبر 1996) هو ممثل وعارض أزياء بريطاني. اشتهر بتمثيله لدور آدم جروف في سلسلة نتفليكس الأصلية للتربية الجنسية . 

## الأعمال

### الأفلام
| عام  | عنوان   | وظيفة           |
| ---- | ------- | --------------- |
| 2018 | ضد.     | آدم             |
| 2019 | التلاشي | دونالد ماك آرثر |
| 2020 | إيما.   | السيد مارتن     |

### المسلسلات
| عام                   | عنوان           | وظيفة    | ملاحظات                  |
| --------------------- | --------------- | -------- | ------------------------ |
| 2017                  | عاهرات          | موستين   | الحلقة: "الحلقة رقم 1.3" |
| 2017                  | جيمستاون        | فليتشر   | الحلقة: "الحلقة رقم 1.5" |
| 2019 إلى الوقت الحاضر | التربية الجنسية | آدم جروف | دور أساسي؛ 14 حلقة       |

## روابط خارجية
- كونور سوينديلز في قاعدة بيانات الأفلام على الإنترنت
- كونور سويندلز على موقع هاميلتون هوديل